# Томасбург
Томасбург (нім. Thomasburg) — громада в Німеччині, розташована в землі Нижня Саксонія. Входить до складу району Люнебург. Складова частина об'єднання громад Остгайде.
Площа — 26,69 км2. Населення становить 1359 ос. (станом на 31 грудня 2021).